# 17637 Блашке
17637 Блашке (17637 Blaschke) — астероїд головного поясу, відкритий 11 серпня 1996 року.
Тіссеранів параметр щодо Юпітера — 3,517.